# Frank Jack Fletcher

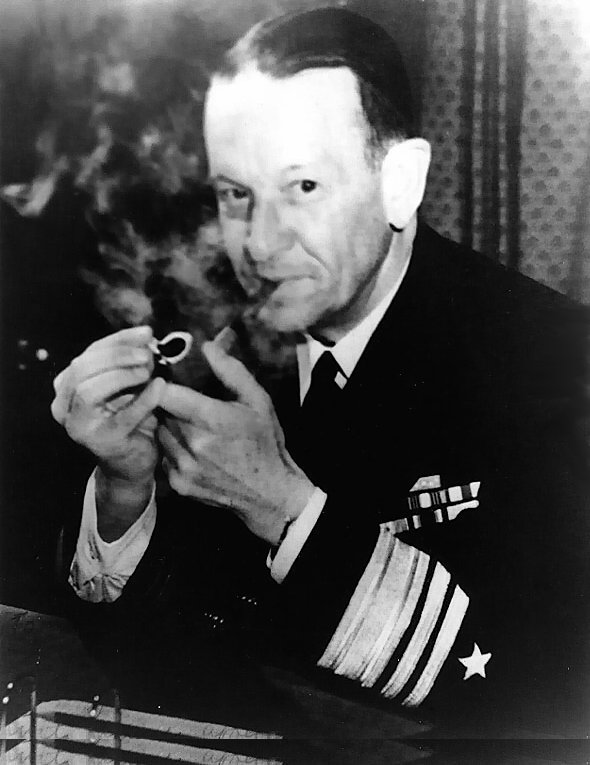
Frank Jack Fletcher

Frank Jack Fletcher (* 29. April 1885 in Marshalltown, Iowa; † 25. April 1973 in Bethesda, Maryland) war ein Admiral der US Navy im Zweiten Weltkrieg.

## Militärische Laufbahn
Fletcher, ein Neffe des Admirals Frank Friday Fletcher, graduierte 1906 an der US Naval Academy in Annapolis und diente zunächst auf verschiedenen Schlachtschiffen und anschließend auf der USS Dale im Pazifikraum. Im April 1914 rettete er während der Einnahme von Veracruz, Mexiko, Freiwillige auf dem Transporter Esperanza. Dafür wurde ihm die Medal of Honor verliehen.
Zu Beginn des Ersten Weltkriegs war Fletcher Flaggleutnant des Befehlshabers der US-Atlantikflotte. Nachdem er zunächst auf einem Schlachtschiff gedient hatte, wurde ihm das Kommando über den Zerstörer USS Benham übertragen, mit dem er U-Boot-Jagd-Patrouillen und Konvoigeleit fuhr.
Nach Ende des Krieges war Fletcher 1924 bei der Niederschlagung des Aufstands auf den Philippinen beteiligt. 1930 graduierte er am Naval War College und ein Jahr später auch am US Army War College. Zwischen 1933 und 1936 diente er als Adjutant des Secretary of the Navy. Anschließend wurde er auf unterschiedlichen Stabsposten eingesetzt. Nach seiner Beförderung 1939 zum Rear Admiral bekam er das Kommando über verschiedene Kreuzer-Divisionen übertragen.
Ende 1941 übertrug man ihm das Kommando über den Flugzeugträger Yorktown nebst der zugehörigen Einsatzgruppe (Task Force), die aus zwei Kreuzern und vier Zerstörern bestand, die im Pazifik stationiert waren.
Unter Admiral William F. Halsey nahm seine Einsatzgruppe im nun ausgebrochenen Pazifikkrieg bei den ersten Angriffen gegen japanische Stützpunkte im Februar 1942 auf den Gilbert- und Marshallinseln teil. Einen Monat später nahm Fletcher an den taktischen Einsätzen gegen Neuguinea teil. Kurz darauf wurde er zum Vice Admiral befördert, und die Einsatzgruppe wurde um den Träger Lexington und seine Begleiteinheiten erweitert. Mit dieser Gruppe nahm Fletcher als taktischer Befehlshaber an der Schlacht im Korallenmeer teil. Zwar musste er den Verlust der Lexington hinnehmen, aber er verhinderte die Invasion von Port Moresby durch die Japaner.
Die Yorktown, die bei der Schlacht erhebliche Schäden davongetragen hatte, wurde anschließend in Rekordzeit in Pearl Harbor instand gesetzt, sodass Fletcher mit seiner Einsatzgruppe noch den Oberbefehl über die Träger-Einsatzgruppen unter Admiral Raymond A. Spruance in der Schlacht um Midway vom 3. bis 6. Juni 1942 übernehmen konnte.
Im August desselben Jahres übertrug man Fletcher das taktische Kommando über die Invasionsstreitkräfte in der Schlacht um Guadalcanal, deren Oberbefehl Vice Admiral Robert L. Ghormley hatte. In den folgenden heftigen Kämpfen in den südlichen Salomonen unterstanden ihm die Enterprise, die Saratoga und die Wasp. In der Schlacht bei den Ost-Salomonen wurde die Enterprise schwer beschädigt, einige Wochen später die Wasp durch ein U-Boot versenkt.
Von Dezember 1943 bis 1945 übernahm Fletcher das Kommando über die US-amerikanische Nordpazifikflotte. Nach der japanischen Niederlage überwachte er die Besetzung des japanischen Nordens; danach diente er bis zu seinem Karriereende im Mai 1947 in der Marineverwaltung der USA. Bei seinem Ausscheiden aus dem aktiven Dienst wurde er zum Admiral befördert.
Er wurde mit zahlreichen Orden, darunter die Medal of Honor, ausgezeichnet.
Frank Jack Fletcher starb am 25. April 1973 im Marinekrankenhaus in Bethesda, Maryland und wurde auf dem Nationalfriedhof Arlington in Sektion 2 beigesetzt.
Der US-Zerstörer Fletcher, der 1980 in Dienst gestellt wurde, ist nach ihm benannt.